# David Beatty, 1.º Conde Beatty
David Richard Beatty, 1.º Conde Beatty GCB OM GCVO DSO PC (Stapeley, 17 de janeiro de 1871 – Londres, 12 de março de 1936) foi um oficial naval britânico que tornou-se um dos principais almirantes da Marinha Real Britânica na Primeira Guerra Mundial. Filho de Katherine Sadleir e David Longfield Beatty, entrou na marinha em 1884 como cadete e pelos anos seguintes subiu pelas patentes e serviu em diversos navios, incluindo o HMS Alexandra sob o comando do príncipe Alfredo, Duque de Edimburgo. Beatty foi lutar na Guerra Madista, destacando-se como comandante de barcos torpedeiros e sendo promovido a comandante.
Beatty foi designado em 1899 o comandante do couraçado pré-dreadnought HMS Barfleur na China. O Levante dos Boxers estourou no ano seguinte e ele participou de operações de bombardeamento e desembarque de tropas durante o conflito. Beatty foi promovido a capitão e retornou para o Reino Unido a fim de passar por cirurgia no braço esquerdo. Se casou no ano seguinte com Ethel Field, com quem teve dois filhos: David e Peter. Beatty foi subindo pelas patentes e comandou diversos navios e divisões, até ser promovido a contra-almirante em 1910 e designado comandante da 1ª Esquadra de Cruzadores de Batalha.
A Primeira Guerra Mundial começou em 1914 e Beatty foi nomeado para a Ordem do Banho em 1914 e promovido a vice-almirante em 1915, recebendo o comando da Frota de Cruzadores de Batalha. Nessa capacidade ele liderou os cruzadores de batalha britânicos contra a Marinha Imperial Alemã nas batalhas da Angra da Heligolândia em 1914, do Banco de Dogger em 1915 e da Jutlândia em 1916. Foi promovido a almirante no final de 1916 e colocado no comando da Grande Frota, a principal força naval do Reino Unido na guerra. Ele manteve a superioridade marítima britânica e, em 1919, após o final do conflito, foi promovido a Almirante de Frota e recebeu os títulos de Conde Beatty, Visconde Borodale e Barão Beatty do Mar do Norte e Brooksby.
Beatty foi nomeado Primeiro Lorde do Mar em novembro de 1919. Nesta capacidade ele participou das negociações do Tratado Naval de Washington de 1922, que limitou o tamanho das principais marinhas do mundo na época. Foi um grande defensor da construção de mais cruzadores para a Marinha Real, o que levou a confrontos com o governo que desejava cortar gastos considerados desnecessários. Ele se aposentou em 1927 e passou boa parte do resto da sua vida em Leicestershire. Beatty morreu em março de 1936 aos 65 anos de idade, sendo enterrado na Catedral de São Paulo em Londres.